# 少年俳優
少年俳優（しょうねんはいゆう）は2005年9月にぴあより発刊された、15歳以下の男性俳優（子役）を扱ったフォトブック、ムック。値段は税込みで1890円。当時小学6年生だった神木隆之介が表紙を飾った。
Vol.1と銘打っているが、現在のところ続刊の予定は無い。
また2004年1月にアクターズファンVol.5（ソフトバンククリエイティブ社）の一コーナーで、同じ編集者によるパイロット版といえる企画があった。そのときの掲載俳優は神木隆之介（小4）、落合扶樹（中1）、池松壮亮（中1）、柳楽優弥（中2）、須賀健太（小3）、富岡涼（小4）、久野雅弘（中3）、松崎駿司（中1）、春山幹介（小5）、木崎大輔（中3）の10人（いずれも当時の学年）。

## 掲載俳優
表紙・ロンググラビア
- 神木隆之介（小6）

ロンググラビア・インタビュー
- 本郷奏多（中3）
- 落合扶樹（中3）
- 池松壮亮（中3）
- 栩原楽人（高1）
- 石田法嗣（中3）
- 須賀健太（小5）
- 三浦春馬（中3）
- 富岡涼（小6）
- 武井証（小2）
- 川口翔平（小6）
- 冨浦智嗣（中2）

その他
- 土屋シオン（中1）
- 内藤惟人（中1）
- 高木優希（小5）
- 桜田通（中2）
- 福本有希（中3）
- 松川尚瑠輝（中2）
- 佐藤和也（小6）
- 森田直幸（中2）
- 深澤嵐（小3）

※括弧内は掲載当時の学年
他、てれび戦士（2005年度）の特集記事と、泉澤祐希、広田亮平、齋藤隆成など60人ほどの簡単なプロフィールが掲載されている。